# Ninh Thủy
Ninh Thủy là một phường cũ thuộc thị xã Ninh Hòa, tỉnh Khánh Hòa, Việt Nam.

## Địa lý
Phường Ninh Thủy nằm ở phía đông thị xã Ninh Hòa, có vị trí địa lý:
- Phía đông giáp biển Đông (vịnh Vân Phong), đông nam giáp xã Ninh Phước
- Phía tây giáp phường Ninh Diêm
- Phía nam giáp xã Ninh Phú
- Phía bắc giáp phường Ninh Hải.

Phường có diện tích 16,16 km², dân số năm 2010 là 11.630 người, mật độ dân số đạt 720 người/km².

## Lịch sử
Trước đây, Ninh Thủy là một xã thuộc huyện Ninh Hòa, được thành lập vào ngày 30 tháng 9 năm 1981 trên cơ sở tách một phần diện tích và dân số của xã Ninh Diêm.
Ngày 25 tháng 10 năm 2010, Chính phủ ban hành Nghị quyết 41/NQ-CP. Theo đó, chuyển huyện Ninh Hòa thành thị xã Ninh Hòa và thành lập phường Ninh Thủy trên cơ sở toàn bộ 1.616 ha diện tích tự nhiên, 11.630 người của xã Ninh Thủy.